# Canaleja (Villaquilambre)
Canaleja es una localidad española perteneciente al municipio de Villaquilambre, en la provincia de León, comunidad autónoma de Castilla y León.

## Geografía

### Ubicación
| Noroeste: San Feliz de Torío  | Norte: Villaverde de Abajo | Noreste: Villaverde de Abajo |
| Oeste: Villasinta de Torío    |                            | Este: Santovenia del Monte   |
| Suroeste Villanueva del Árbol | Sur: Castrillino           | Sureste: Castrillino         |

## Demografía
Evolución de la población
| Gráfica de evolución demográfica de Canaleja (León) entre 2000 y 2014 |
|                                                                       |
| Población de derecho (2000-2014) según el padrón municipal del INE    |

## Comunicaciones
Hay que coger la N-621 en dirección Santander y a la altura de Villanueva del Árbol tomar un desvío a la izquierda.